# Petaliaeschna fletcheri
Petaliaeschna fletcheri är en trollsländeart som beskrevs av Fraser 1927. Petaliaeschna fletcheri ingår i släktet Petaliaeschna och familjen mosaiktrollsländor. IUCN kategoriserar arten globalt som otillräckligt studerad. Inga underarter finns listade i Catalogue of Life.